# 李永忠 (反腐专家)
李永忠（1953年—），中国纪检监察学院副院长、国家行政学院兼职教授和中国经济体制改革研究会成员，以钻研“制度反腐”而知名，2012年因“赦免部分退赃官员以换取支持政改”的言论而成为热点争议人物。

## 生平
李永忠，早年在基层纪委任职，一路从基层升职到中央纪委成员，现出任中国纪检监察学院副院长。

## 思想
李永忠主要从事“制度反腐”研究，以“制度建党、制度监督、制度反腐”为学术研究主轴。

## 言论争议
2012年，李永忠就目前中国严重的“权钱交易、权色交易、权权交易”问题提出“赦免部分退赃官员以换取支持政改”的观点，提醒执政当局赦免已经退还贪污腐败赃款的官员，指出不能“清算”官员，如果执政当局采取“绝不赦免”，会出现鱼死网破或鱼未死网已破的局面。